# روبرت سوين
روبرت سوين (بالإنجليزية: Robert Swain)‏ هو رسام أمريكي، ولد في 1940.